# デリペナ
デリペナは、中部日本放送（CBC）のバラエティ番組である。タイトルの由来は「デリバリー・ペナルティ」の略であるとしている。2005年4月8日放送開始、2006年3月31日放送終了。
放送開始当初は独立した番組であったが、2005年10月7日から『24金』の第1部として放送。放送時間は金曜24:40～25:10(放送局の都合でまれに放送時間変更あり)。
CBCローカル番組だったが、2005年10月31日から山陽放送(RSK)でも放送を開始した。2006年には4月13日から毎日放送(MBS)、4月25日から新潟放送(BSN)が放送を開始し、11月3日から北海道放送(HBC)でも放送した。(HBCは初期の「指令を受ける」という内容の7回のみで一旦終了していた。)
なおペナルティは番組終了後、CBCで『がんばれ!ペナキッズ』というスポーツをテーマにした番組をスタートさせている。またCBCでは2006年5月から毎週土曜26:25～26:55(日曜未明)に『デリペナ』を第一回から再放送していた。

## 内容
- 番組開始当初は吉本興業所属のお笑いコンビペナルティが、鼻より上が映らない謎の美女に与えられた指示(特に活動場所)に従い、視聴者や通行人から「別にペナルティやテレビ局の力を借りなくてもいいのでは…」と思えるほど些細な依頼を受けるものであった。ただし、ペナルティは司令官の存在を疑問視している。
- しだいにペナルティが依頼の手紙や依頼メールに応えるスタイルに変わり、その後、学生時代にサッカーをやっていたペナルティの身体的能力を生かした『スポーツ対決』の放送が主となる(2005年8月5日放送分まで)。

## 各地の放送時間
| 地域           | 放送局                              | 系列  | 放送曜日と時間         | 放送日の遅れ   |
| -------------- | ----------------------------------- | ----- | ---------------------- | -------------- |
| 中京広域圏     | 中部日本放送(CBC)（デリペナ製作局） | TBS系 | 毎週金曜 24:40 〜25:10 | －             |
| 北海道         | 北海道放送（HBC）                   | TBS系 | 毎週月曜 25:25 〜25:55 | 約1年6ヶ月遅れ |
| 近畿広域圏     | 毎日放送（MBS）                     | TBS系 | 毎週木曜 26:40 〜27:10 | 約1年2ヶ月遅れ |
| 岡山県・香川県 | 山陽放送（RSK）                     | TBS系 | 毎週月曜 24:30 〜25:00 | 60日遅れ       |
| 福岡県         | RKB毎日放送(RKB)                    | TBS系 | 毎週月曜 24:55 〜25:25 | 45日遅れ       |

## テーマソング
- 「全国無責任時代」(歌：ガガガSP、作詞・作曲：コザック前田、編曲：ガガガSP)

## スタッフ
- ナレーター：占部沙矢香(CBCアナウンサー)
- 構成：八木晴彦・根宜利彰
- スタイリスト：平野智己
- CG：shui-graphics
- 編集：岡田定幸
- MA・音効：青木信之
- 制作協力：吉本興業東海支社
- プロデューサー：水本章
- AD：水越教恵・江本有美・五十川知賀子
- ディレクター：福島正修・石田勇記・磯部隆
- プロデューサー：須原健太郎
- 制作著作：CBC